# Пятничаны (Стрыйский район)
Пятничаны (укр. П'ятничани) — село в Стрыйской городской общине Стрыйского района Львовской области Украины.

## История
В 1986 году здесь был построен общественно-торговый центр.
Население по переписи 2001 года составляло 909 человек. Население по данным 2008 года составляло 905 человек.

## Местный совет
82423, Львовская обл., Стрыйский р-н, с. Пятничаны, ул. Т. Шевченко, 22